# 면도 (영화)
"면도"는 2017년에 제작한 대한민국의 영화이다.

## 캐스팅

### 주연
- 한혜지 : 민희 역

### 조연
- 김종인 : 김 대리 역
- 강제형 : 강식 역

## 수상
- 2018년 제20회 서울국제여성영화제 아시아단편경선
- 2018년 제44회 서울독립영화제 새로운 선택 - 단편
- 2018년 제20회 부산독립영화제 메이드 인 부산
- 2018년 제10회 서울국제초단편영화제 본선진출작
- 2018년 제12회 여성인권영화제 피움초이스
- 2018년 제8회 고양스마트영화제 경쟁부문(본선진출작)
- 2019년 제17회 피렌체 한국영화제 상영작